# Avend
Avend är en ort i Iran.   Den ligger i provinsen Khuzestan, i den centrala delen av landet, 400 km söder om huvudstaden Teheran. Avend ligger 1 091 meter över havet och antalet invånare är 211.
Terrängen runt Avend är huvudsakligen bergig, men den allra närmaste omgivningen är kuperad.Runt Avend är det ganska tätbefolkat, med 56 invånare per kvadratkilometer. Närmaste större samhälle är Dehdez, 17,1 km sydost om Avend. Omgivningarna runt Avend är i huvudsak ett öppet busklandskap.